# Meister der (Brügger) Ursula-Legende

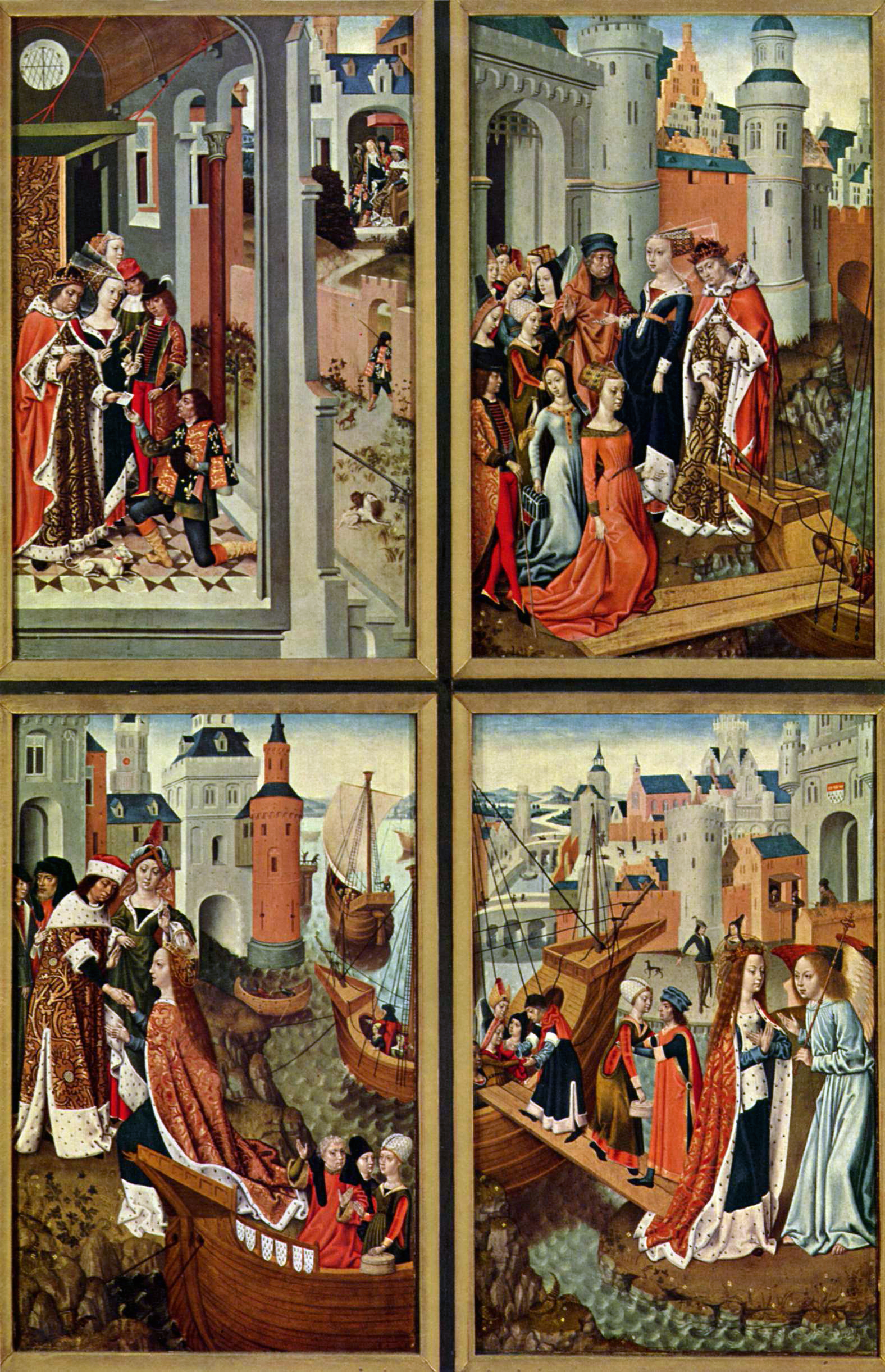
Brügger Meister der Ursulalegende: Szenen aus dem Leben der Hl. Ursula (1), um 1485

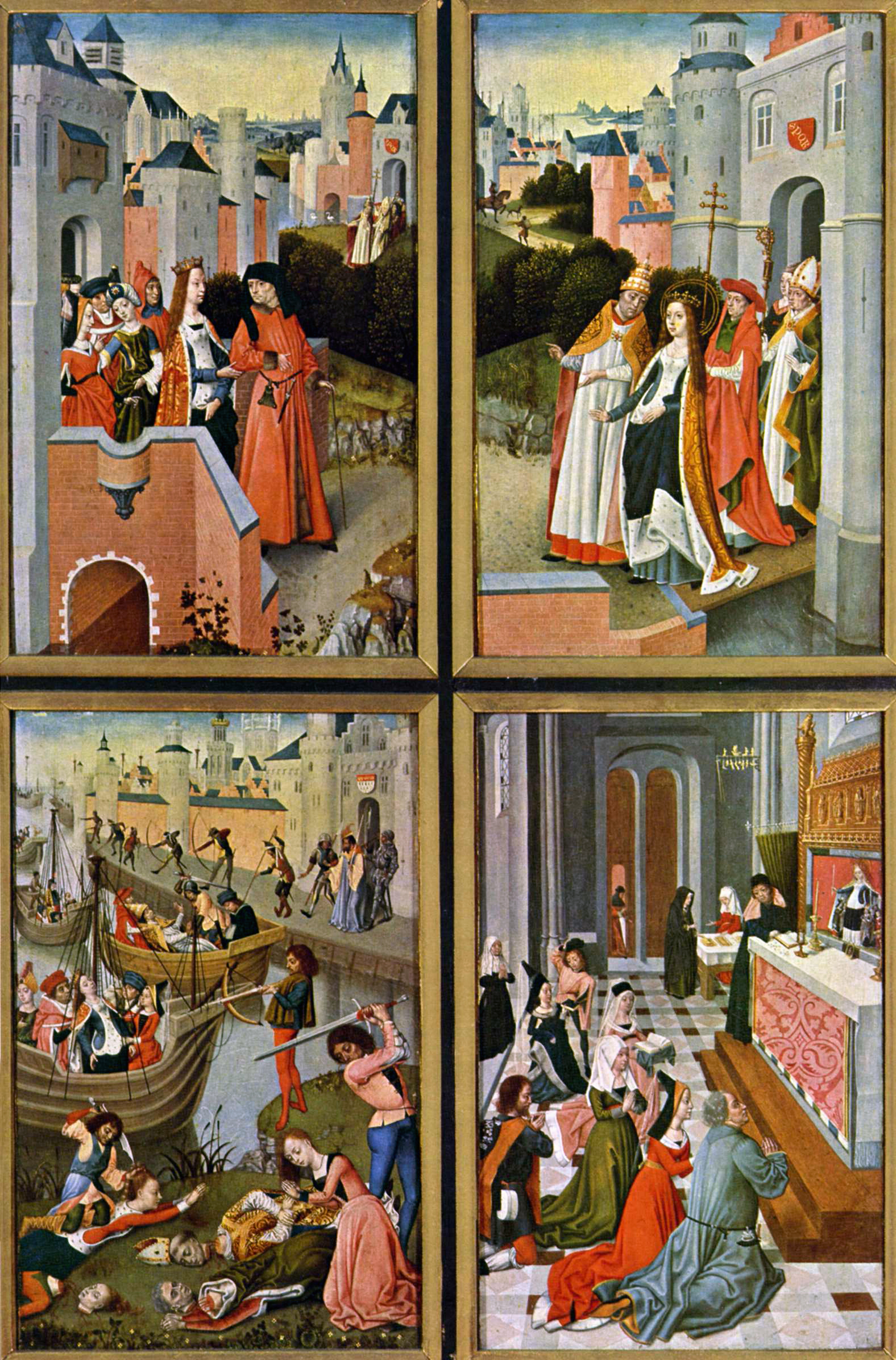
Brügger Meister der Ursulalegende: Szenen aus dem Leben der Hl. Ursula (2), um 1485

Als Brügger Meister der Ursulalegende, Meister der Brügger Ursulalegende oder (flämischer) Meister der Ursula-Legende wird der spätgotische Maler aus Flandern bezeichnet, der um 1485 Altarbilder mit Szenen aus der Ursula-Legende malte. Das Werk war ein Auftrag für das Kloster der Schwarzen Schwestern in Brügge und befindet sich heute im Groeningemuseum in Brügge.

## Schaffensperiode
Die Stadt Brügge diente als Hintergrund einiger Werke des Brügger Meisters und dies lässt durch die dargestellten Bauwerke eine Datierung der ihm zugeschriebenen Bilder zu.

## Werk (Auswahl), Werkstatt und Nachfolger
Dem Brügger Meister und seiner Werkstatt oder seinen Nachfolgern werden durch Stilvergleich noch einige weitere Werke zugeschrieben, die sich in anderen Museen wie z. B. in Brüssel, Detroit oder London sowie in Privatbesitz befinden. Der Meister steht dem Stil von Rogier van der Weyden und Hans Memling sehr nahe.
- Ursula-Altar. Um 1485, Brügge, Groeningemuseum
  - Szenen aus der Legende der St. Ursula. Ursula-Altar, linker Flügel
  - Szenen aus der Legende der St. Ursula. Ursula-Altar, rechter Flügel
  - Ecclesia und Synagoge. Ursula-Altar, Aussentafel (Grisaille)
  - Evangelisten und Kirchenväter. Ursula-Altar, Aussentafeln (Grisaille)
- Maria mit dem Kind und Johannes der Täufer. Nach 1488 Hamburg, Kunsthalle, Inv. Nr. HK-759[6]
- Maria lactans. Um 1470/75, Aachen, Suermondt-Ludwig-Museum, Inv. Nr. GK 313

- Geburt Jesu. Detroit, Michigan, Institute of Arts.
- Maria mit dem Kind und einer Orange.[7] Privatbesitz[8] .
- Maria mit Kind und vier Heiligen. Champaign, Illinois, Krannert Art Museum[9] .
- Maria mit Kind und zwei Engeln. (Als Nachfolger des Meister der Ursulalegende  (Brügge)). London, The National Gallery  .
- St. Michaels Kampf mit dem Dämonen. Brügge, Museum Onze-Lieve-Vrouw ter Potterie.
- Thronende Madonna mit Kind und Engeln.[10] Rochester, University of Rochester Memorial Art Gallery .
- Verkündigung. Indianapolis, Indianapolis Museum of Art.

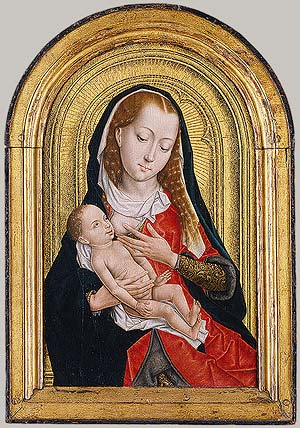
Madonna mit Kind (Metropolitan Museum of Art, New York)

- Madonna mit Kind (Metropolitan Museum of Art, New York)Madonna mit Kind und zwei weitere Werke in New York, Metropolitan Museum of Art.

## Brügger Ursula-Legende
Zur Abgrenzung von anderen namentlich nicht bekannten Künstlern des Mittelalters wie dem Kölner Meister der Ursula-Legende, deren Notname in der Kunsthistorik ebenfalls von einer Ursula-Legende als Hauptwerk abgeleitet wurde, sollte der Meister der Ursulalegende aus Brügge mit dem Zusatz Meister der Brügger Ursula-Legende geführt werden.